# Autópálya

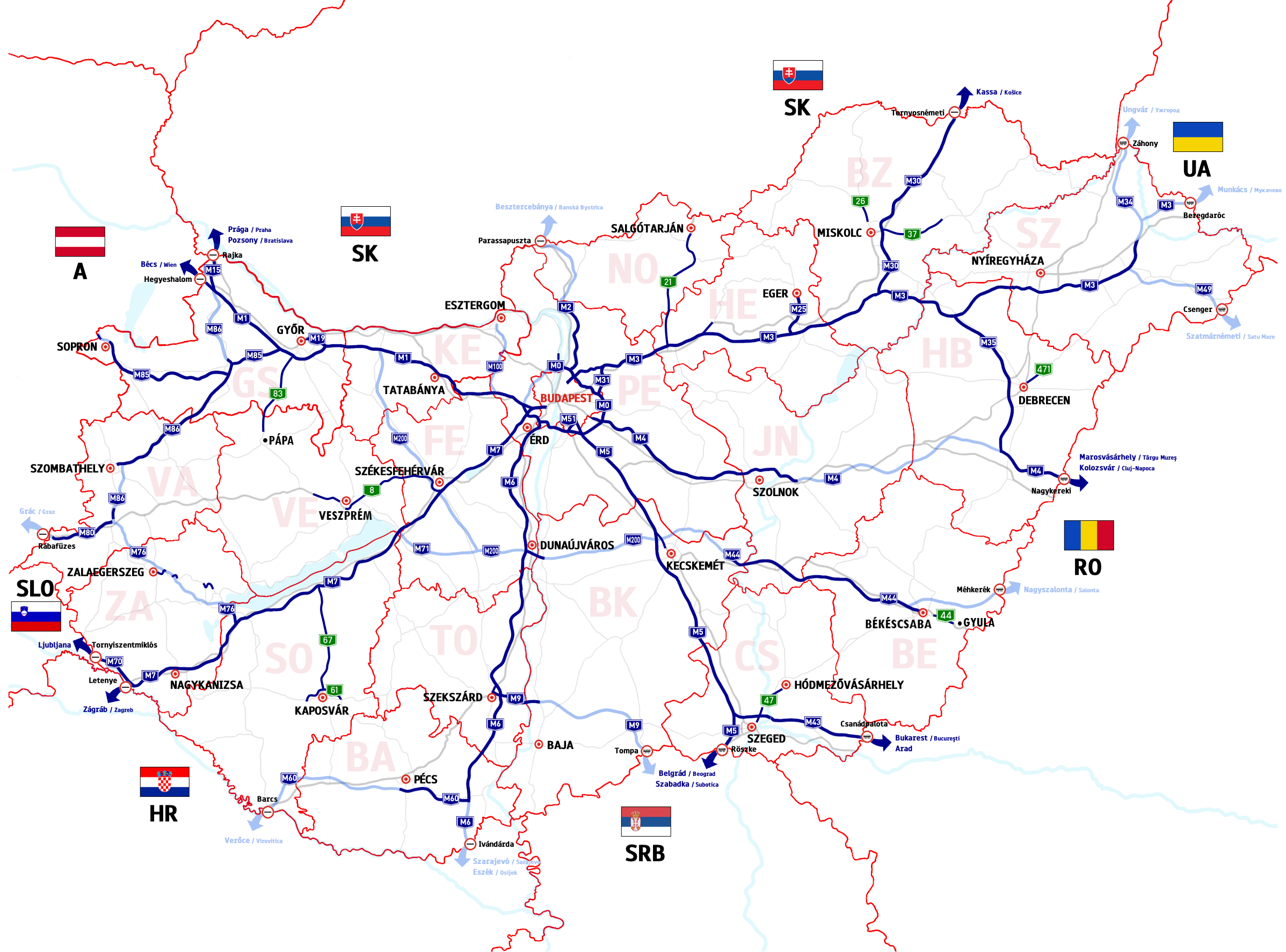
Autobahnnetz in Ungarn
in Betrieb
in Bau
in Planung
bestehende mehrspurige Schnellstraße

Autópálya ist die ungarische Bezeichnung für Autobahn. Das Autobahnsystem besteht aus mehreren radial von der Hauptstadt Budapest in alle Regionen Ungarns verlaufenden Strecken. Diese sind mit dem Buchstaben M (abgeleitet von dem ungarischen Wort motorhajtás, das motorisiert bedeutet) und einer Ziffer gekennzeichnet. Die Kilometrierung beginnt dabei immer mit Budapest als Ausgangspunkt.
Auf ungarischen Autobahnen besteht ein Tempolimit von 130 km/h, und sie sind überwiegend gebührenpflichtig. Ausnahmen bestehen an Streckenabschnitten um größere Städte, zum Beispiel in Tatabánya und Győr auf der M1 sowie rund um Budapest auf der M0 und M31.

## Geschichte

### Erste Planungen
Erste Planungen für Autobahnen in Ungarn stammen aus Verkehrskonzepten von Boldizsár Vásárhelyi aus dem Jahr 1941. Er plante ein radiales, sternförmiges Straßensystem, immer ausgehend von Budapest, mit mehrspurigen Straßen in alle größeren Städte des damaligen ungarischen Staates, welcher die durch den 1. Wiener Schiedsspruch zugesprochene Karpatenukraine und Teile der Tschechoslowakei beinhaltete. Vor allem sollten gerade und direkte Verbindungen auch nach Belgrad, Zagreb, Wien und Novi Sad geschaffen werden. Aufgrund des Zweiten Weltkriegs und des geringen Verkehrsaufkommens in der Nachkriegszeit in den 1940er bis Ende der 1950er Jahre wurde dieses erst etwa zwanzig Jahre später begonnen umzusetzen, wobei das Staatsgebiet der Volksrepublik Ungarn nun deutlich kleiner war.
Mit dem Anwachsen der touristischen Nutzung des Balaton (dt. Plattensee) wurde mit der M7 von Budapest bis Zamardi zum Balaton 1964 die erste ungarische Autobahn fertiggestellt.

### Verkehrskonzept von 1968

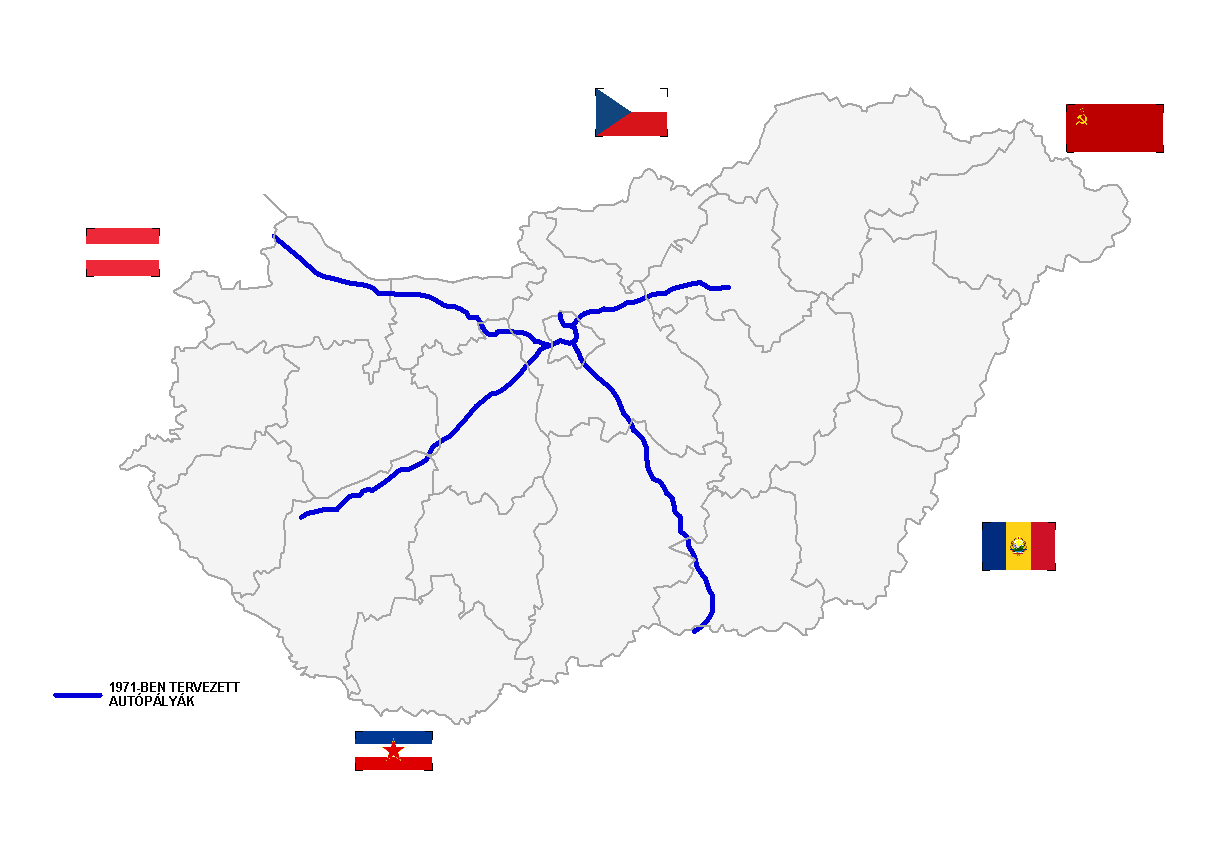
Autobahnen gemäß dem Ministerratsbeschluss 1971

Um 1968 wurde das Vésérhelyi-Konzept an die veränderten Anforderungen angepasst und es begann auch der Bau nach Tatabánya, Győr und weiter in Richtung Wien. Auch das Verkehrskonzept von 1968 wurde allerdings noch mit einem Netz von acht priorisierten, radial verlaufenden Hauptstraßen erstellt. Das Gemeinde-Entwicklungskonzept von 1971 beinhaltete dann den Gedanken, dass die acht Radialstraßen und eine Straße von Sopron zum Nord-Balaton große Ringelemente enthalten sollen. Es wurde schon damals der Ring M0 um Budapest und damit eine Umfahrung der Hauptstadt geplant. Die südlich und östlich gelegenen Städte Győr-Veszprém-Székesfehérvár-Dunaföldvár-Kecskemét-Szolnok (heute Autópálya M8) und Eger  sollten mit einem sogenannten „inneren“ Autobahnring und die Gebiete um Sopron – Szombathely – Nagykanizsa – Balaton – Kaposvár – Pécs – Baja – Szeged und Gyula – Berettyóújfalu – Debrecen – Nyíregyháza mit einem „äußeren“ Ring verbunden werden.
Auch im verkehrspolitischen Konzept von 1968 wurden noch die acht einstelligen Hauptstraßen als das Rückgrat des ungarischen Straßenverkehrs betrachtet. Das Gemeinde-Entwicklungskonzept von 1971 führte jedoch zur Entwicklung offizieller Schnellstraßen, welche die wichtigen Ringelemente entlang der acht radialen Hauptstraßen und die Sopron- und Nord-Balaton Straße sowie den südlichen und östlichen Teil des heutigen M0-Rings beinhaltete. Insbesondere war die Idee, die Hauptstraßen Erster Ordnung 1, 3, 5 und 7 als Autobahnen zu ausbauen. Man plante daher bis zum Jahr 1985 insgesamt 500 Kilometer Autobahn zu bauen, konnte aber bis 1990 nur 302 fertigstellen.
Im Wesentlichen war dies auch der Tatsache geschuldet, dass 1978 eine Abkehr von der radialen Struktur des Hauptstraßennetzes erfolgte und dieses als ein Ringradiussystem in dem neueren verkehrspolitischen Konzept aufgenommen wurde. Dieses Konzept beinhaltete weiterhin die Richtungen, priorisierte die Budapestumfahrung aber nicht mehr. Hintergrund dieser Änderungen waren fehlende finanzielle Mittel. Um 1988 verstärkte sich aber die Notwendigkeit, die Autobahn- und Landstraßenverbindungen in westeuropäischer Qualität zu errichten, da insbesondere der Touristik- und Transitverkehr weiter anstieg.

### Zeit nach 1990
Deutlich mehr Autobahnen wurden nach dem Fall des Eisernen Vorhangs und der Öffnung der Westgrenzen gebaut, wobei das Ringkonzept aufgrund der offenen Grenzen nicht weiter verfolgt wurde. Die Republik Ungarn orientierte sich weiter an seinem radialen Autobahnnetz mit dem Zentrum Budapest. Als erste neu errichtete Autobahnen wurden in den 1990er Jahren die M1 und M15 freigegeben, wobei die M1 als erste ungarische Autobahn teilweise durch private Investoren aus Frankreich, Österreich und Ungarn im Konsortium Első Magyar Koncessziós Autópálya Rt (ELMKA) finanziert und nach der Freigabe daher auf dem Abschnitt zwischen Győr und Hegyeshalom mautpflichtig wurde. Nachfolgend wurden die auch die wichtigen Strecken der M2; M3; M4; M5; M6 und der mehrere Jahrzehnte nicht durchgeführte Weiterbau der M7 realisiert.
Nachdem Pécs zur Kulturhauptstadt Europas ernannt worden war, wurden auch dort die Autobahnen M6 und M60 realisiert. Als dann 2007 auch Rumänien Mitglied der Europäischen Union wurde und sich dadurch das Lkw-Verkehrsaufkommen stark erhöhte, wurde die Autobahn M43 erbaut.

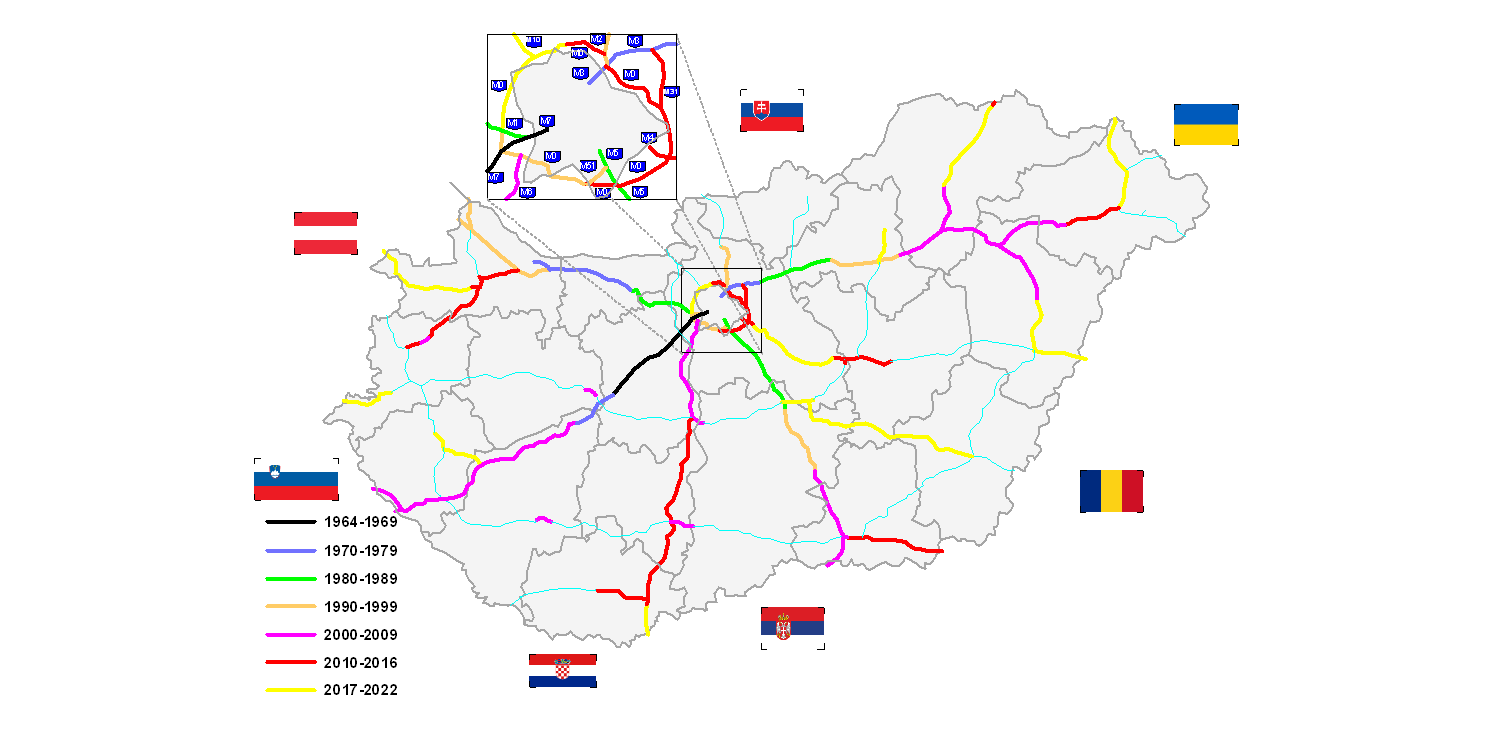
Autobahnbau von 1964 bis 2022

Geplant sind weitere ergänzende Autobahnstrecken, welche die anderen großen Städte des Landes verbinden sollen. Derzeit ist der Bau jener Autobahnabschnitte im Gange, die vom europäischen Transitverkehr am stärksten betroffen sind. Das Ziel ist es, die ungarischen und mitteleuropäischen Autotransportwege und die Anbindung der Industriestandorte in Osteuropa und Westeuropa zu verbessern.

### Idee der Südautobahndéli autópálya

DAP

In den 1990er Jahren entstand eine Idee, welche als déli autópálya (deutsch Südautobahn) oder auch DAP bezeichnet wird. Mit etwa 700 Kilometer sollte es die längste Autobahn in Ungarn werden. Für die Realisierung gründete der ungarische Staat eine Aktiengesellschaft, welche für die erforderlichen Genehmigungen und Finanzierung sorgen sollte. 1998 stieg in dieses Projekt die türkische Unternehmensgruppe Beğendik ein. Bislang ist diese Autobahn nicht über den Status einer Idee hinaus gekommen, da deren Finanzierung nicht gesichert werden kann.
Diese Südautobahn sollte in der Nähe von Sopron beginnen und nach Süden bis Nagykanizsa führen und Szombathely und Zalaegerszeg anschließen. Weiterführend sollte sie Kaposvár anschließen und dann durch eine weitere Donaubrücke im Szekszárd die Große Ungarische Tiefebene durchlaufen und Szeged und Csongrád verbinden. Von dort sollte sie bis Debrecen führen und per Schnellstraße zur rumänischen Grenze fortgesetzt werden.
Eine abweichende Idee war, die Verbindung nach Kaposvár auszulassen, dafür aber Pécs und Mohács anzubinden.

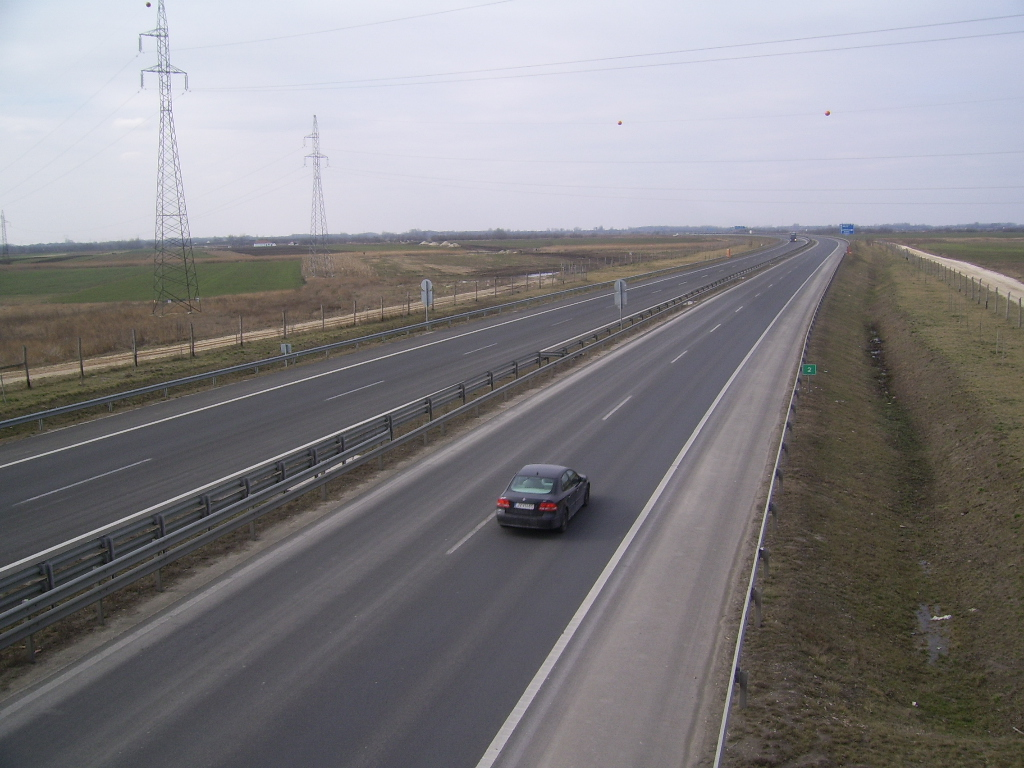
DAP-Abschnitt der M43 bei Szeged

Teile dieser Idee wurden abschnittsweise auch verwirklicht. 2010 wurde auch mit dem Bau des 12,3 Kilometer langen Abschnitts der zukünftigen M9 zwischen den Hauptverkehrsstraßen 51 und 54 begonnen. Auch Teile der heutigen R67 bei Kaposvár waren bereits für die Südautobahn gebaut worden, wurden aber letztlich zu einer Schnellstraße heruntergestuft. Einige Kilometer der heutigen M43 waren ursprünglich für die Südautobahn gedacht.

## Brücken und Viadukte
Derzeit gibt es vier Autobahnbrücken über die Donau, davon zwei in Budapest im Verlauf der M0, eine in Dunaújváros im Verlauf der M8 und bei Szekszárd im Verlauf der M9. Zwei Brücken wurden über die Theiß gebaut, bei Polgár (M3) und bei Szeged (M43), zwei sind im Bau in Autobahnumfahrung Szolnok auf der M4 und eine in Lakitelek (M44).
Im Zuge des Weiterbaus der M7, an der Südseite des Balaton ab Szantod, wurde mit der Köröshegy-Talbrücke die längste und höchste Talbrücke Mitteleuropas, sie ist 1870 Meter lang und 79,70 Meter hoch, errichtet.
Die M6 hat vier Zweiröhrentunnel, unter anderem den Bátaszéktunnel mit einer Länge von 1331 Metern. Weitere Tunnel sind geplant in Sopron (M85) (780 Meter), in Budapest Westumfahrung (M0) (2020 Meter und 3190 Meter) und in Misefa (M9) (1030 Meter).

## Maut
Zum ersten Mal in Ungarn entstand während des Wende Ende der achtziger Jahre die Idee, Gebühren für Autobahnen zu erheben. Bis Ende der neunziger Jahre wurde das auf Kontrollstellen basierende Mautsystem bevorzugt. Nach 2000 wurde es jedoch durch ein Mautsystem mit Autobahnvignetten ersetzt, das aufgrund negativer Erfahrungen die Nutzung des gesamten Netzes ermöglichte. Heutzutage wurde die veraltete Mauterhebung mit Kontrollstellen überall abgeschafft, und das gesamte Autobahnnetz ist Teil des Vignettensystems auf Autobahnen und Schnellstraßen.
Für alle Kraftwagen unter 3,5 Tonnen ausgenommen Motorräder werden die Gebühren durch ein Vignettensystem erhoben. Am 1. Juli 2014 wurden Klebevignetten durch „E-Matrica“ genannte elektronische Vignetten abgelöst, die online, über eine Smartphone-App und an ausgewählten Geschäftsstellen an Tankstellen und Grenzübergängen erworben werden können.
Am 1. Juli 2013 wurde das Vignettensystem durch eine streckenbezogene Lkw-Maut (genannt „HU-GO“) auf GPS-Basis ähnlich der österreichischen GO-Box für alle Kraftfahrzeuge über 3,5 Tonnen ersetzt.
Ab dem 1. Januar 2015 wurden für alle Kategorien D1, D2, B2 und U landesweite Aufkleber sowie die bisher verwendeten landesweiten Aufkleber eingeführt, die ein Jahr lang für alle mautpflichtigen Straßen in einem bestimmten Landkreis verwendet werden können.
Ausgenommen von der Vignettenpflicht sind u. a. die Autobahnabschnitte durch Budapest zwischen der M1 und M7, M3 und M5, der größte Teil der Budapester Ringstraße (außer zwischen M5 und M4) und einbahnige Teile der M8 und M9.